# Thuróczy Vilmos
Alsóköröskényi és turócszentmihályi Thuróczy Vilmos (Alsóköröskény, 1843. szeptember 11. – Nyitraivánka, 1921. június 8.) Nyitra vármegye főispánja, ügyvéd.

## Élete
Thuróczy János (1808-1891) Nyitra vármegyei táblabíró és Palásthy Éva Franciska fia. Thuróczy Károly (1850-1909) királyi tanácsos, Nyitra vármegye főorvosa bátyja. Felesége Tóth Zsuzsanna, Tóth Vilmos (1832-1898) főrendiházi elnök, belügyminiszter lánya. Fiai Thuróczy Tibor vadászíró, Nyitra polgármestere és Thuróczy Károly.
1867-1869 között ügyvéd és aljegyző. 1869-től főszolgabíró, 1872-től nyitrai járásbíró, majd 1876-tól a nyitrai törvényszék elnöke. 1890-ben javasolták kinevezését Nyitra vármegye főispánjává. Az 1896-os nyitrai millenniumi ünnepségek szervezési teendőiben is tevékenyen részt vett. A magyar legfőbb számvevőszék elnöke.
Később nyitrai országgyűlési képviselő, majd 1904-1906 között újra Nyitra vármegye főispánja, valóságos belső titkos tanácsos, a legfőbb számvevőszék elnöke. 1919-ben hivatalaiból visszavonult. Ezután az ivánkai családi nagybirtokon gazdálkodott.
A nyitrai nagybani sörgyártást a 19. században Pongrácz Kálmán királyi jegyzővel és Karol Wolf csehországi vállalkozóval is ő alapozta meg.
78 éves korában, szívszélhűdés következtében, 1921. június 8-án délben halt meg. Alsóköröskényben nyugszik.

## Elismerései és emlékezete
- 1897-ben javasolták a Lipót-rend lovagkeresztjével való kitüntetését.[8]

## Művei
- 1899 Nyitravármegye földrajza. In: Nyitra vármegye.
- 1899 Nyitravármegye fürdői és gyógyvizei. In: Nyitra vármegye.
- 1899 Nyitravármegye közegészségügye. In: Nyitra vármegye.